# Verzetsmonument Apollolaan
Het Verzetsmonument Apollolaan is een kunstwerk in Amsterdam-Zuid.
Het monument, naar een ontwerp van Jan Havermans, is geplaatst in de middenberm van de Apollolaan ten westen van haar kruising met de Beethovenstraat. Op die plek werden op 24 oktober 1944 29 gevangenen uit het Huis van Bewaring aan de Weteringschans door de Duitse bezetter naar deze plek gebracht om vervolgens zonder vorm van proces gefusilleerd te worden. De bezettingsmacht deed dit als represaille voor plaatsgevonden actie van het verzet. Dit aldus de plaquette geplaatst in het voetstuk van het beeld. Havermans gaf met drie personen symbolisch de groep weer. De plaat waarop de drie mannen staan draagt nog de tekst 24 october 1944. Het verzet had op 23 oktober 1944 SD-er Herbert Oelenschläger vermoord. De gefusilleerden hadden met die aanslag niets van doen. 
Al vlak na de oorlog werd op de plaats een eenvoudig monumentje geplaatst. Het bestond uit een aarden verhoging met daarop een bloemenperkje. Het ontwerp van het beeld werd al in 1950 voorbestemd aan Jan Havermans. De definitieve opdracht volgde echter pas in februari 1951; opdrachtgever was het Initiatief Comité Amsterdam (ICA). Havermans’ ontwerp werd de daaropvolgende maand goedgekeurd. Een spoedig plaatsing werd verwacht, maar het ICA had de benodigde financiële middelen voor dit beeld nog niet geheel voorhanden. Op 25 oktober 1952 werd een provisorische versie van het beeld onthuld. Door een gietfout mislukte de beeldengroep, terwijl wel al een onthullingceremonie op touw was gezet. De onthulling van de gipsen beeldengroep met bronslaag vond mede plaats omdat in de periode daarvoor juist was besloten de doodstraf voor Willy Lages, (mede)verantwoordelijk voor de fusillade, om te zetten in een levenslange gevangenisstraf. De onthulling werd verricht door burgemeester Arnold d'Ailly, die een over de beeldengroep gedrapeerde Nederlandse vlag naar de positie half-stok hees, daarmee het beeld onthullend. Een aantal maanden later werd het bronzen exemplaar geplaatst.
De gemeente Amsterdam schrijft over het werk dat het een symbolische lading heeft. Het zou terugvoeren op de sterfscène van Jezus aan het kruis, met aan zijn zijde de goede en de slechte moordenaar. Het zou daarbij niet alleen verwijzen naar de gebeurtenis op de Golgotha, maar ook naar verlossing uit de dood in het algemeen. De man probeert het gevaar met rechte schouders tegemoet te gaan, de twee andere figuren laten door hun lichaamshouding woede, verbijstering en berusting zien.
Als aanvullende strafmaatregel werd ook de villa Beethovenstraat 1/Apollolaan 84 vernietigd door middel van handgranaten. De beeldengroep kijkt uit op die villa's.
Volgens kleinzoon Hans Havermans heeft beeldhouwer Karl Pelgrom geposeerd voor de middelste persoon; alleen de houding van Pelgrom werd daarbij weergegeven.

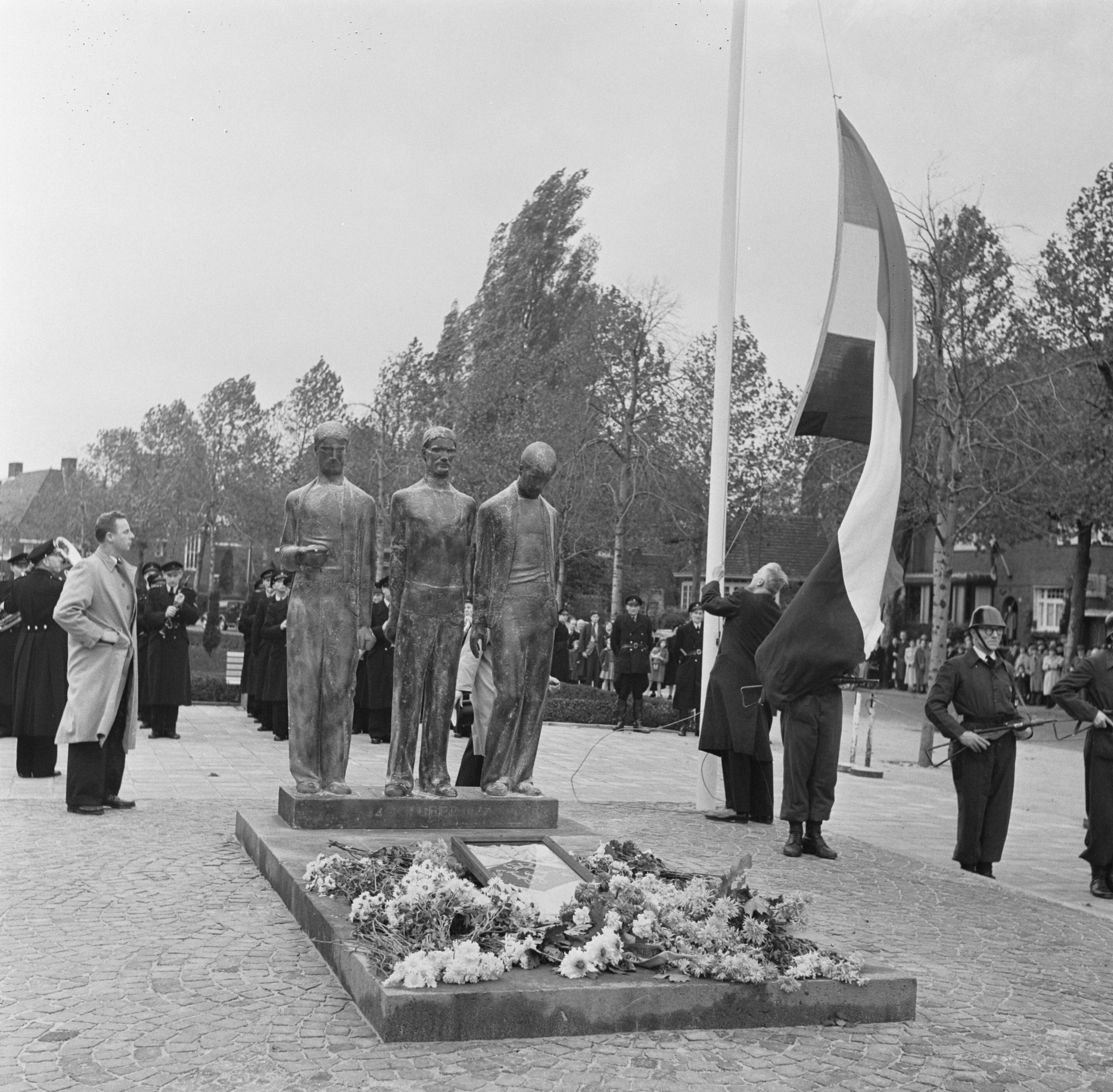
Onthulling 25 oktober 1952
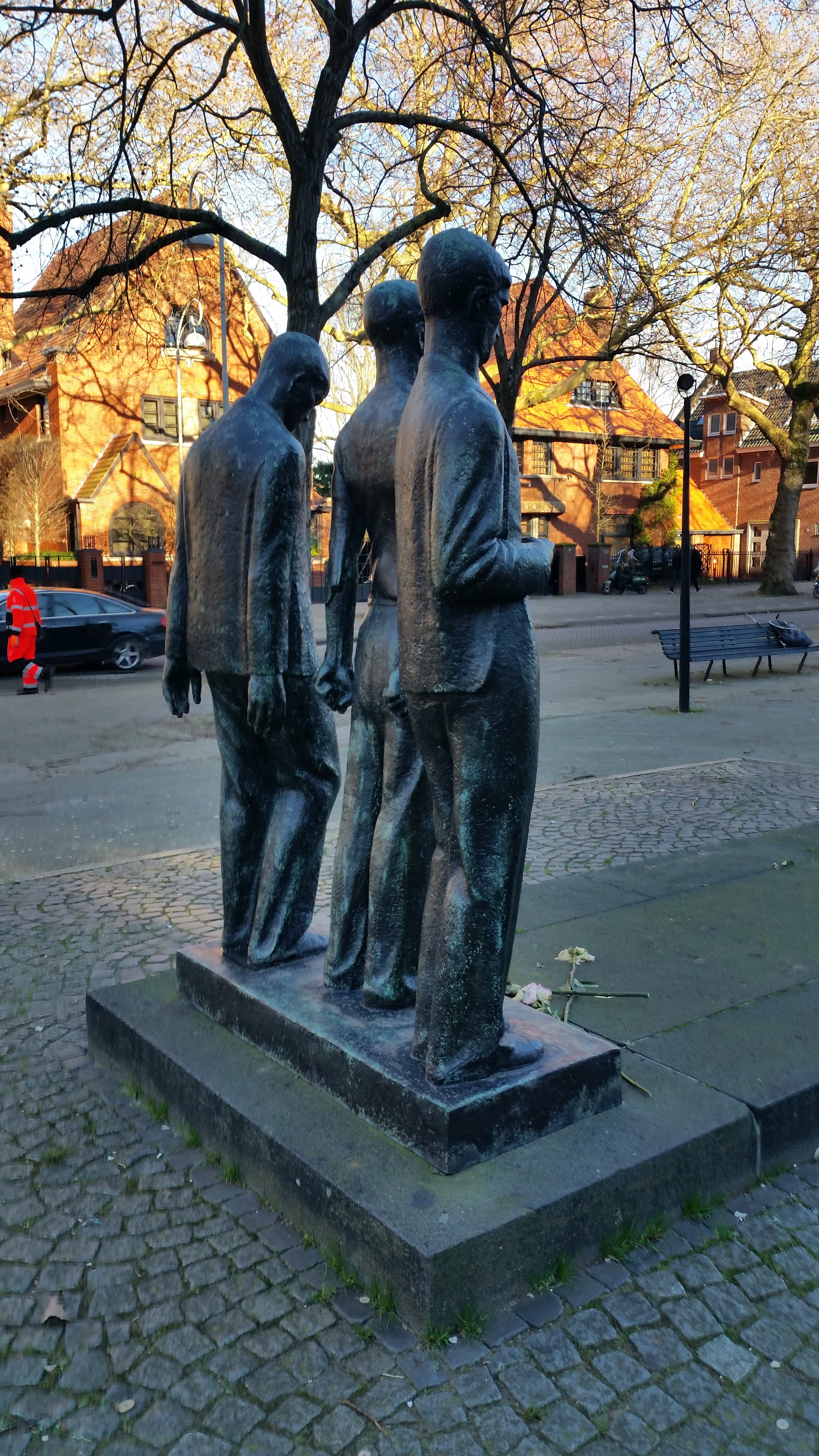
Achteraanzicht (januari 2019)